# 中島彰一
中島 彰一（なかじま しょういち、1966年7月1日 - ）は、茨城県石岡市出身の元アマチュア野球選手（捕手）、野球指導者。

## 来歴・人物
取手第二高校では捕手としてプレーし、高校3年生の時に1984年の夏の甲子園に出場し、決勝でPL学園の桑田真澄から決勝3ランを放ち、チームの全国制覇に貢献した。同年の高校日本代表の韓国遠征のメンバーにも選ばれた。
東洋大学では3年秋に優勝を経験、4年次は主将を務めるが秋の入替戦で敗れた。黒須隆の入学後は控えとなった。1学年先輩に山下徳人がいた。社会人野球の住友金属鹿島のチームで主将も務めた。
引退後はコーチを経て、2002年から2008年まで、2015年から再度、日本製鉄鹿島の監督を務めている。
また、社会人野球日本代表のコーチも務めた。著書に『野球想像力を育てる捕手ドリル 差がつく練習法』がある。
2024年シーズン終了をもって監督を退任し、社業に専念する事を発表。